# Ossian (Iowa)
Ossian est une ville, du comté de Winneshiek en Iowa, aux États-Unis. Elle est incorporée le 10 février 1876.

## Source de la traduction
- (en) Cet article est partiellement ou en totalité issu de l’article de Wikipédia en anglais intitulé « Ossian, Iowa » (voir la liste des auteurs).